# أكانيشي جين
جين أكانيشي (赤 西 仁 ، أكانيشي جين من مواليد 4 يوليو 1984)، موسيقي ومغني وكاتب أغاني وممثل ياباني. كان نشطًا منذ عام 1998 كواحد من المطربين الرئيسيين في فرقة كاتون اليابانية للفتيان قبل أن يبدأ مسيرته المهنية الفردية في عام 2009. كما عمل افي العديد من الأفلام والدراما.

## حياته

### نشأته
أكانيشي جين هو الابن الأكبر لعائلة مكونة من أبوين وأخ أصغر هو ريو يعمل أيضاً في عالم الفن. اسمه الأصلي هو «هيتوشي»، لكنه غيره إلى «جين»، وهو اسم مشتق من إحدى الفضائل الخمس في الكنفوشوسية. انتقلت عائلته إلى طوكيو عندما بدأ سنته الدراسية الأولى. يحب لعب كرة القدم وأفضل اصدقاءه منذ الطفولة وحتى الآن هو ياماشيتا توموهيسا. كانت اللغة الإنجليزية هي أكثر مادة يكرهها في المدرسة، ولكنه فيما بعد سافر لدراستها ثم عاد ليقدم معظم أغانيه بهذه اللغة، ويصبح المتحدث الإنجليزي للفرقة.
أكانيشي جين هو العضو صاحب الحرف A في فرقة كاتون اليابانية سابقا. في عام 1997، ارسلت إحدى الفتيات في مدرسته صورته إلى مجلة فنية اسمها ميوجو، ونشرت الصورة تحت زاوية «زملاء رائعون». أبدى جين بعدها اهتمامه بعالم الفن، فأرسلت أمه أوراق تقديمه إلى شركة الجونيز، وبالرغم من أنه لم ينجح في تخطي تجربة الأداء، إلا أنه قبل مغادرته كان يبحث عمن يعيد له بطاقة اسمه، فأعادها إلى شخص قال له أن يبقى، واكتشف فيما بعد أن هذا الشخص كان جوني سان نفسه. وانضم للشركة في نفس اليوم مع كاميناشي كازويا وناكامارو يويتشي.
إلى جانب الغناء والتمثيل، يهوى جين كتابة الأغاني وتلحينها، فقد كتب الكثير من الأغاني سواء له مثل «كير»، «هيستيت» و«لوف جوس»، أو للفرقة مثل «لوف اور لايك» و«بترفلاي» التي كتبها بالتعاون مع اويدا تاتسويا. كما شارك أيضا في تلحين أغانيه الباقية. مثل «موراساكي» و«هاها» وأغنيته «ووندر» التي شارك في العمل على كلماتها وألحانها وموسيقاها أيضا. كما سيقيم جين أول حفل موسيقي خاص به من 7 - 28 فبراير 2010 أطلق عليه اسم «يو & جين».

### إلى لوس أنجلوس
بعد ترسيم كاتون بفترة قصيرة، وبينما كانوا في أوج نجاحهم، عقد مؤتمر صحفي في أكتوبر 2006 أعلن فيه جين عن قراره بمغادرة اليابان لدراسة اللغة الإنجليزية في لوس أنجلوس في أمريكا. سبب هذا الخبر ضجة كبيرة في اليابان، مما فتح للصحافة والإعلام الباب لإصدار شائعات مختلفة عن أسباب سفره المفاجئ. خلال غيابه اصدرت الفرقة أغنية بوكورا نو ماتشي دي وألبوم كارتون كاتون تو يو، كما بدأوت الفرقة في تقديم عروض برنامجهم الترفيهي كارتون كاتون بدونه. بعد ستة أشهر وبالتحديد في 19 أبريل 2007، قرر جين العودة ومتابعة نشاطه مع الفرقة، فلحق بهم مباشرة في سينداي خلال جولتهم السنوية وانضم إليهم مجددًا.

### لاندز
في طوكيو غيرلز كوليكشن في الخامس من سبتمبر 2009، ظهر جين كضيف مميز وقام بأداء أغنيته الجديدة «بانديج» التي تعتبر أغنية ترسيمه مع فرقة «لاندز» الترويجية من أجل فيلمه القادم والذي يحمل نفس الاسم بانديج. أغنية بانديج من تأليف وألحان كوباياشي تاكيشي، مخرج الفيلم، ومؤسس هذه الفرقة المؤقتة. تم إصدار الأغنية في 25 نوفمبر، ومع كل نسخة من السي دي بطاقة دخول السحب على تذاكر لحضور حفل ترسيم الفرقة والذي سيقام في 16 يناير 2010. كما ستصدر الفرقة ألبومها «أوليمبوس» في 13 يناير من نفس السنة.

### الانفصال
في النصف الأول من سنة 2010 أعلن جين انفصاله بشكل رسمي عن فرقة كاتون مؤكدا أنه سيبدأ العمل كفنان منفرد من الآن فصاعدا، وأقام جين حفلات في أمريكا نهاية العام نفسه وأعلن عن إطلاق أول أغنية فردية له بعد الانفصال تحت عنوان «إيترنال»

## أغاني السولو الخاصة به
- Care «من تأليفه»
- موراساكي
- هاها
- بينكي
- لوف جوس
- ووندر «شارك في تأليفها وتلحينها»
- هيلبليس نايت «مع كريستال كي»
- بانديج

## الأعمال الخاصة به
دراما
| سنة العرض | القناة | عنوان الدراما               | الدور                   |
| --------- | ------ | --------------------------- | ----------------------- |
| 1999      | NTV    | P.P.O.I.                    | كيمورا هيساشي           |
| 1999      | NTV    | كوواي نيتشييوبي             | غير معروف               |
| 1999      | NTV    | بيست فريند                  | شيبوتاني ريوتا          |
| 2000      | فوجي   | تاييو وا شيزوماناي          | طفل صغير (ضيف الحلقة 6) |
| 2000      | NTV    | هاريغي، كوكو ايتشيبان       | آيهارا ياموتو           |
| 2001      | أساهي  | اوماي نو يوكيتشي غا نايتيرو | إينوي ناوتو             |
| 2004      | NTV    | كريسماس نانتي دايكيراي      | كيتغاوا شوو             |
| 2005      | NTV    | غوكسين 2                    | يابوكي هاياتو           |
| 2005      | NTV    | أنيغو                       | كوروساوا اكيهكو         |
| 2007      | NTV    | يوكان كلوب                  | شوشيكوباي ميروكو        |

أفلام
| سنة العرض | عنوان الفيلم | الدور          |
| --------- | ------------ | -------------- |
| 2008      | سبيد ريسر    | مؤدي صوت       |
| 2010      | بانديج       | ناتسو تاكاسوغي |
| 2013      | 47 رونين     | تشيكارا        |

### الحفلات والمسرحيات الموسيقية
| السنة | العنوان         | التاريخ                            | نوعية الدور |
| ----- | --------------- | ---------------------------------- | ----------- |
| 2000  | ميلينيوم شوك    | نوفمبر 2000                        | دور مساند   |
| 2001  | شوك             | من 1 ديسمبر 2001 إلى 27 يناير 2002 | دور مساند   |
| 2002  | شوك             | من 4 إلى 28 يونيو                  | دور مساند   |
| 2002  | أنوذر           | أغسطس 2002                         | دور مساند   |
| 2003  | شوك إز رييل شوك | من 8 يناير حتى 25 فبراير           | دور مساند   |
| 2004  | دريم بويز       | من 8 يناير حتى 31 يناير            | دور مساند   |
| 2004  | دريم بويز       | من 8 مايو حتى 23 مايو              | دور بطولة   |
| 2005  | هي سي دريم بويز | 27 أبريل حتى 15 مايو               | دور مساعد   |
| 2006  | دريم بويز       | من 3 يناير حتى 29 يناير            | دور مساعد   |
| 2010  | يو & جين        | من 7-28 فبراير                     | سولو كونسرت |

## إصداراته الخاصة
- بانديج. سي دي أغنية الترسيم، بيع منها أكثر من 200 ألف نسخة.
- أويلمبوس. ألبوم فرقة لاندز.

## إعلاناته التجارية
- دوكومو: هواتف نقالة
- سكاي بيرفكت تيفي: مستقبل قنوات فضائية
- روتو موغيتاتي: مرطب شفاه
- نينتيندو: ألعاب فيديو «مع كاميناشي كازويا»
- اورونامين سي: مشروب مزود بفيتامين سي
- لوت: علكة بلس اكس
- لوت: شوكولاتة كرنكي
- اوكسي: مستحضرات عناية للرجل «مع تاناكا كوكي»

## إنجازاته
- 2007 جائزة جريدة نيكان سبورت: أفضل ممثل عن دوره في يوكان كلوب.
- 2007 جائزة الدراما اليابانية: أفضل ممثل عن دوره في يوكان كلوب.
- 2009 جائزة قناة تي بي أس: أكثر الفنانين أناقة.
- 2008 جوائز مجلة أنان: أكثر فنان مفضل «المركز الأول».
- أكثر فنان تود منه أن يحضنك «المركز الأول».
- أكثر فنان تود احتضانه «المركز الثاني».
- أكثر فنان مرغوب كـ حبيب «المركز الأول».
- أكثر الفنانين إثارة «المركز الأول».

## وصلات خارجية
- أكانيشي جين على موقع IMDb (الإنجليزية)
- أكانيشي جين على موقع ألو سيني (الفرنسية)
- أكانيشي جين على موقع ميوزك برينز (الإنجليزية)
- أكانيشي جين على موقع أول موفي (الإنجليزية)
- أكانيشي جين على موقع قاعدة بيانات الفيلم (الإنجليزية)
- أكانيشي جين على موقع كينوبويسك (الروسية)